# チタン酸ビスマスナトリウム
チタン酸ビスマスナトリウム（チタンさんビスマスナトリウム、(Bi1/2Na1/2)TiO3、BNT）はチタン、ビスマス、ナトリウムの複合酸化物である。
結晶構造はペロブスカイト構造であり、常温では菱面体晶となる。
強誘電体であり、キュリー温度は320℃である。
BNTはニオブ酸カリウム(KN)やビスマス層状構造強誘電体(BLSF)などと共に、チタン酸ジルコン酸鉛(PZT)を代替する非鉛圧電セラミックスの有力候補とされ研究開発が進められている。BNTとチタン酸バリウムの混晶(BNBT)ではチタン酸バリウムの比率が0.06 - 0.07付近に菱面体晶と正方晶とのモルフォトロピック相境界が存在し、この近傍の組成で圧電性が最大となる。